# Aurora Aksnes
Aurora Aksnes (Stavanger; 15 de junio de 1996), conocida simplemente como AURORA, es una cantautora noruega. Inició su carrera en 2012 con una serie de sencillos independientes que sirvieron para desarrollar su propuesta artística. Adquirió notoriedad con el extended play Running with the Wolves —publicado por Decca Records en mayo de 2015— y su versión del tema «Half the World Away» para un comercial navideño de la marca John Lewis. Su debut en el formato de larga duración ocurrió con All My Demons Greeting Me as a Friend (2016), que comprende una serie de doce temas producidos con los noruegos Odd Martin Skålnes y Magnus Åserud Skylstad. Continuó su evolución musical con Infections of a Different Kind (Step 1) (2018) y A Different Kind of Human (Step 2) (2019), los cuales constituyen una obra de dos partes que abordan un mismo «proceso emocional», según la cantante. En estos últimos tres trabajos, Aksnes exploró temas como el escapismo, la introspección, el impacto ambiental y el empoderamiento.
Mediante temas como «Queendom» (que habla sobre crear unidad entre los desvalidos), la artista ha creado una amplia base de fanáticos, quienes a su vez acuñaron la etiqueta colectiva «warriors and weirdos» («guerreros y raros»). En el álbum The Gods We Can Touch (2022) utiliza a los dioses de la mitología griega para hablar sobre «la vergüenza, el deseo y la moralidad», mientras que en What Happened To The Heart? (2024) explora la relación entre los conflictos del mundo moderno y el corazón humano como antigua clave de «la intuición, la espiritualidad, el amor y la interconexión».
Su música ha explorado subgéneros como el synthpop (caracterizada por el uso de sintetizadores) y el alt-pop, y la prensa musical la ha distinguido por sus influencias folk y amplio uso de armonías. Algunas reseñas han coincidido al describir su voz como «etérea». Aksnes comenzó su carrera tocando el piano únicamente, pero progresivamente se ha involucrado en la percusión y otros aspectos de la producción de sus temas. Asimismo, ha contribuido en menor medida a las bandas sonoras de series y películas como Girls, Frozen II y Wolfwalkers. También ha colaborado con el videojuego Sky: Children of the Light, de Thatgamecompany, e incluso inspiró una temporada completa, llamada Sky's Season of AURORA.

## Primeros años

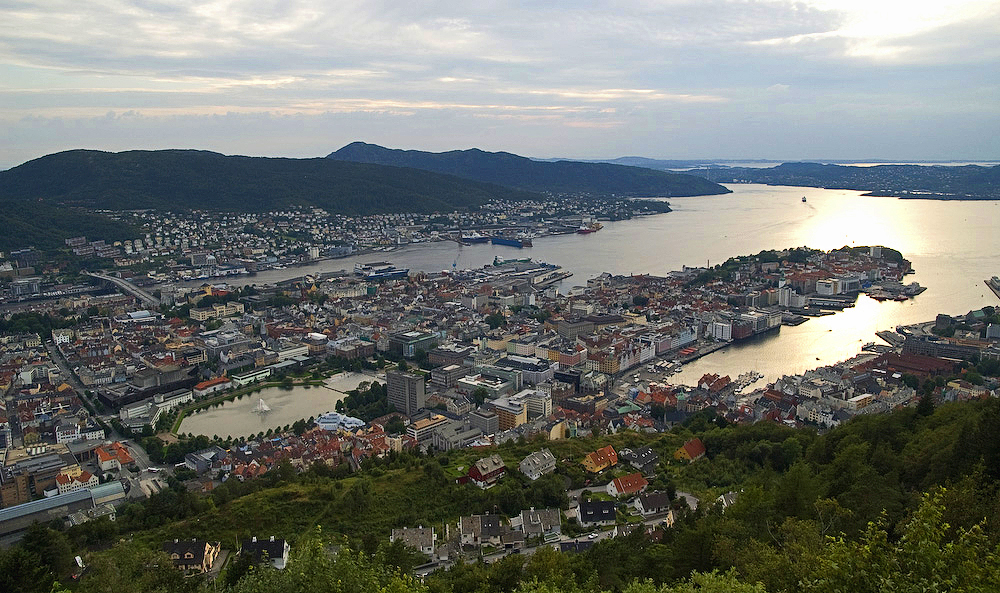
Bergen, Noruega, hogar de Aksnes.

Aurora Aksnes nació en el hospital de la Universidad de Stavanger, en Stavanger, Noruega, el 15 de junio de 1996. Pasó los primeros tres años de su vida en Høle, una pequeña localidad donde sus padres, May Britt y Jan Øystein Aksnes, habían vivido durante quince años desde que terminaron sus estudios y encontraron un hogar cerca del bosque para criar a sus hijas. Ahí desarrolló su gusto por la naturaleza, el canto y las vestimentas antiguas, tales como faldas largas y sombreros. Más tarde, la familia se mudó hacia el norte del país, en una casa situada en las arboladas montañas de Os, un municipio remoto de Hordaland, cerca de Bergen. La misma Aksnes ha descrito este lugar como «muy tranquilo», «[donde] casi no hay coches y las carreteras son pequeñas y llenas de baches», y en ocasiones lo ha comparado con la ficticia tierra de Narnia. Cuando asistía a la escuela, sus hermanas Miranda y Viktoria Aksnes se preocupaban de que otros estudiantes pudiesen acosarla por su personalidad y extraño modo de vestir. Contrario a ello, los compañeros de Aurora pedían más tiempo del que ella estaba dispuesta a dar, pues en cambio prefería pasar tiempo sola en el bosque, donde solía ausentarse hasta que sus padres la llamaban sonando una campana. También afirmó que el retraerse en espacios naturales le dio tiempo para filosofar y descubrir el «poder» de su propia mente. De pequeña rehuía de las personas que querían abrazarla, pero esto cambió en ella con el pasar de los años.
En cuanto a la música, uno de sus recuerdos más tempranos es haber encontrado un piano eléctrico en el ático de sus padres y quedar fascinada por las melodías que podía producir con ese instrumento, o cantar a coro el tema «Don't Worry, Be Happy» alrededor de la mesa familiar. Sus padres nunca la habían incentivado a dedicarse a esta actividad como carrera o pasatiempo, pero al hacerse mayor, Aksnes pasó de imitar música clásica a componer material propio, sin pensar alguna vez en hacerlo para entretener a las personas. Por su parte, aspiraba a convertirse en doctora, física o bailarina, y en su adolescencia integró un grupo de danza contemporánea. Comenzó a escribir canciones a los nueve años, ya obtenido un mayor conocimiento del idioma inglés, y ha citado repetidamente a Leonard Cohen, Bob Dylan y Enya como sus influencias principales. A dicha edad, su primera composición hablaba sobre «cuán duro puede ser el mundo». Los referentes de Aksnes eran escasos, dado que en su hogar no poseía acceso a la radio o a canales de música en la televisión. Incluso al adentrarse en su carrera como cantante admitió que escuchaba a muy pocos artistas. Calificó sus motivos iniciales para componer música como «arrogantes», pues creía que las composiciones de Beethoven y Edvard Grieg no eran «lo suficientemente emocionales». Le comentó a la revista WARP en 2019: «No creía que hubiera una canción perfecta y pensé que tal vez tendría que hacerla yo misma».
A edad temprana experimentó la pérdida de varios seres queridos. Cuando un amigo cercano a la familia Aksnes murió durante la víspera de Navidad, Aurora, de once años, tuvo que presenciar el abatimiento de todos en el servicio fúnebre. Tal experiencia motivó su disfemia, trastorno que la incentivó a aprender el lenguaje de señas. Cuando un compañero de aquellas clases murió en un accidente vehicular, la joven interpretó un tema durante sus honras. Cierto amigo originario de Os se suicidó, y otro con quien Aksnes mantuvo una suerte de noviazgo perdió la vida en la isla de Utøya a los diecisiete años. De joven supo reconocer la atracción romántica que sentía hacia personas del mismo género, pero en su adultez manifestó oposición a utilizar etiquetas para cual fuese su orientación sexual.
En un principio, la idea de interpretar sus canciones frente a las personas resultaba «aterradora» para la joven, pero su madre le hizo cambiar esta idea tras oír una de sus grabaciones: «Me dijo que era egoísta mantenerlo para mí [...] Luego me di cuenta de que no solo se trata de mí, sino también de lo que la gente puede obtener de mi música si la comparto», le dijo al medio NRK P3 en 2014. Aquello motivó a Aksnes a realizar una presentación ante los estudiantes de la escuela local en el último día de décimo grado. La misma grabación (hecha como regalo navideño para sus padres) y un vídeo aficionado de su presentación escolar fueron cargadas a internet sin su permiso (lo que inicialmente la hizo enfadar) y rápidamente fue descubierta por un representante de la agencia de artistas Made Management. En pocas horas, ambos archivos recibieron miles de visitas en Noruega, lo que le valió a Aksnes cierta notoriedad en su país, además de una base de seguidores en Facebook. La joven recibió con renuencia la propuesta de convertirse en cantante o compositora, pero escogió la primera opción por no querer que nadie más interpretara sus canciones. Geir Luedy (el representante de Made), quien contaba con la experiencia de más treinta años en la industria musical noruega, se convirtió en su representante tres semanas después. Luedy desarrollaría aspectos y estrategias para que la carrera musical de Aksnes despegara, guiándola a presentaciones en vivo y a colaboradores para su música, y vigilando los intereses de los sellos que buscaron contratarla.

## Carrera

### 2012–2015: primeros trabajos

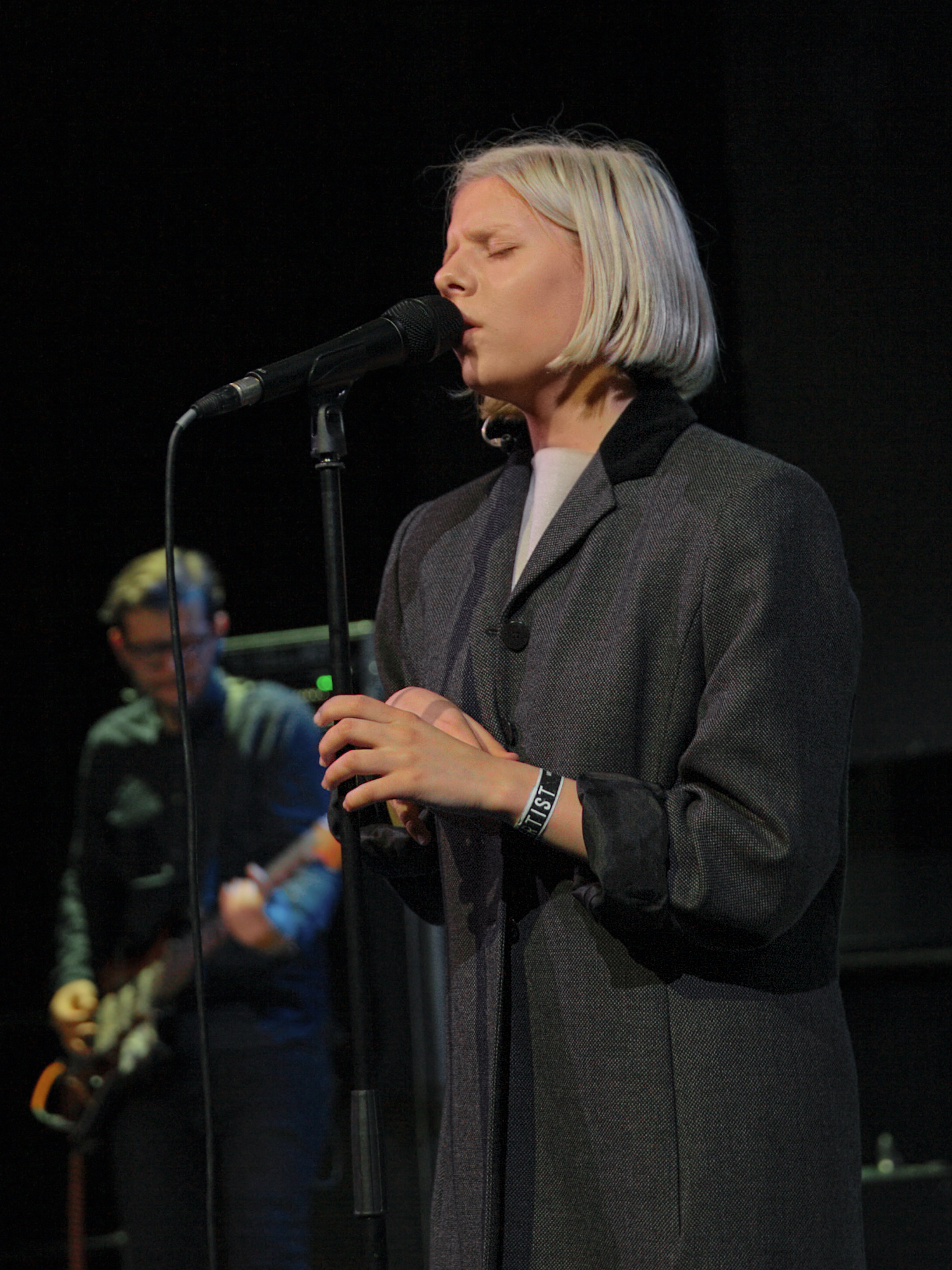
Aksnes y Odd Martin Skålnes (en el fondo) en el Way Back When Festival de 2015.

En diciembre de 2012, Aurora Aksnes (de 16 años) publicó «Puppet» como su primer sencillo independiente. La canción, del género easy-listening, habla sobre un hombre que está estancado en una relación abusiva y fue la primera composición de Aksnes que se popularizó en Noruega. Casi un año después firmó su primer contrato, con la editorial europea Budde Music. En 2014, como parte de las estrategias de Geir Luedy, Aksnes conformó su propia banda de apoyo con los artistas noruegos Odd Martin Skålnes (para quien había hecho actos de apertura) como bajista, Alf Godbolt como tecladista, Magnus Åserud Skylstad como baterista y Silja Sol Dyngeland en el sintetizador. Ya con su propia banda, sus movimientos histriónicos sobre el escenario se hicieron evidentes, al desprenderse de las interpretaciones solistas en las que su piano era el único elemento musical. Aksnes dijo en 2018 que le tomó más de un año acostumbrarse a este tipo de presentaciones.
Gracias a los acuerdos manejados por Luedy, terminó firmada en Universal Music Group, en el departamento de Decca Records, con el apoyo de Glassnote Records en América y Petroleoum Records en Noruega. Ese mismo año, Aksnes (por primera vez con el seudónimo AURORA) publicó dos sencillos con el sello de Glassnote Entertainment: «Awakening» y «Under Stars». El primero es una canción electropop de casi cuatro minutos, calificada como «dramática» por Sigrid Hvidsten del periódico noruego Dagbladet, mientras que el segundo mezcla el género alternativo con el electrónico y dura poco más de tres minutos. Ambas canciones establecieron a Aksnes como una «artista promesa» de 2015 y llamaron la atención de los críticos en Europa y Estados Unidos, especialmente por la voz de la artista.
A raíz de la buena recepción de sus primeros sencillos, Aksnes lanzó en mayo de 2015 su primer extended play (o EP), titulado Running with the Wolves. Está compuesto por cuatro canciones: «Runaway», «Running with the Wolves», «In Boxes» y «Little Boy in the Grass», todas poseedoras de un tema diferente, que —en palabras de Aksnes— incluyen «uno muy morboso, uno soñador, uno animalista y uno muy triste». En la composición de dichos temas participaron Odd Martin Skålnes y Magnus Åserud Skylstad, quienes eran sus colaboradores habituales. «Runaway» y «Running with the Wolves» fueron los temas destacadas de este primer EP; el primero, escrito por Aksnes entre la edad de once y doce años, contiene suaves toques electrónicos y habla acerca del deseo de regresar a casa. La canción se utilizó en el episodio final del drama televisivo The Following, de la cadena FOX, y su videoclip oficial se estrenó en febrero de 2015. «Running with the Wolves», por su parte, habla sobre «tener un instinto animal que viene a la vida dentro de ti» y sobre volver a la naturaleza. La canción se utilizó en un episodio de la serie Teen Wolf  de la cadena MTV y su videoclip oficial se estrenó en junio de 2015. Por este EP, Aksnes ganó el Spellemannprisen (también conocido como premio Grammy noruego) al mejor artista nuevo de 2015.
El lanzamiento de Running with the Wolves la llevó a cumplir diversas fechas de presentación en ciudades de Estados Unidos y Reino Unido. El EP recibió comentarios que nuevamente elogiaban sus dotes artísticos. Meg Benbow, del sitio web Gigslutz, escribió que el material de Aksnes «[causa] que tus oídos busquen más de su voz angelical» y destacó cómo los instrumentos y las interpretaciones vocales son armónicos entre sí. Por su parte, Marcy Donelson de Allmusic escribió que el centro de atención de los temas es siempre «el tono vocal distintivo y nítido» de Aksnes, y que la producción del EP «envuelve» al emotivo estilo musical de la cantante.
Su siguiente sencillo, «Murder Song (5, 4, 3, 2, 1)», se lanzó en septiembre de 2015 en formato digital, con los sellos de Glassnote y Liberator Music. El tema, compuesto por Aksnes y Skålnes, habla sobre un asesinato cometido por amor. Su edición como sencillo también incluyó una versión acústica. Álvaro Peña, del sitio Indie Rocks!, emitió una reseña positiva sobre la canción, en la que elogiaba la «delicada y suave voz» de Aksnes y los «picos que se extienden a lo largo de la melodía generando momentos de tensión». En su reseña de «Murder Song (5, 4, 3, 2, 1)», Will Butler de Gigwise afirmó que el ritmo es «delicado y vulnerable y se extiende en picos tensos y angustiosos» y que había «una inmersión mística en el comportamiento de Aurora». El videoclip de la canción, publicado el 25 de agosto de 2015, muestra a Aksnes con mariposas posadas sobre ella, mientras que canta en una especie de estudio.
Más tarde ese mismo año, Aksnes (de 19 años) fue requerida para grabar una versión de la canción «Half the World Away» (original de la banda británica Oasis) para un comercial navideño de la tienda John Lewis con la campaña Man on the Moon, a lo cual la joven accedió pese a desconocer sobre la tradición que representaban estos comerciales. Este trabajo casi se había concretado el año anterior, pero la joven expresó inconvenientes con el tema que entonces le habría correspondido cantar: «Era demasiado romántico para mí. Todavía no estoy lista para grabar esto». Su versión de «Half the World Away» incluyó una edición digital y su propio videoclip (ambos publicados en noviembre de 2015) y alcanzó el puesto número once en la lista de sencillos británica, mientras que el comercial al que fue integrada alcanzó 24 millones de visitas en línea. La cantante recibió buenos comentarios por su transformación del tema, la instrumentación sencilla y el tratamiento de su «expansivo rango vocal». No obstante, también se dijo que la canción había sido «mutilada» para encajar en el comercial de John Lewis, y el antiguo mánager de Oasis, Alan McGee, la calificó como «basura» durante una entrevista para Gigwise. Aksnes interpretó «Half the World Away» y otras de sus canciones anteriormente lanzadas en el concierto del Premio Nobel de la Paz de 2015. Luedy limitó el tiempo en que la versión podía formar parte del repertorio en vivo de la cantante, pues no quería esta se viese demasiado vinculada a una composición ajena.

### 2016–2017: primer álbum de estudio yAll My Demons Tour
A principios de 2016, Aksnes colaboró con la banda de electrónica Icarus para la canción «Home» y contribuyó una versión del tema «Life on Mars?» en la banda sonora de la serie Girls, de la cadena HBO. Tras un prolífico comienzo con sus primeras producciones musicales, lanzó en marzo de 2016 su primer álbum de estudio, All My Demons Greeting Me as a Friend, cuyas ediciones incluían disco compacto, formato digital y disco de vinilo. Los temas del álbum (12 en la edición «normal» y 17 en el paquete «de lujo») tratan principalmente «sobre malas experiencias del pasado que pueden ser buenas memorias [y sobre] estar en paz con todo lo que pasó» (en palabras de Aksnes), mientras que sus estilos abarcan géneros como el rock, el pop y el electrónico. Numerosos elementos del álbum son reminiscentes del lugar donde Aksnes creció, lo que incluye constantes referencias a la naturaleza en la letra de las canciones y un trabajo visual caracterizado por el uso de especies de heterocera. Los temas (muchos coproducidos por Aksnes junto a Odd Martin Skålnes y Magnus Åserud Skylstad) también contienen mensajes sobre autoayuda; tal es el caso de «Conqueror», que —según la intérprete— es «sobre encontrar el conquistador en ti mismo» antes que en alguien más y «ser tu propio héroe». «Warrior» es otro tema sobre autoayuda cuyo título se convirtió en la base para la etiqueta colectiva asignada a los fanáticos de Aksnes, warriors and weirdos («guerreros y raros»). Para promocionar el álbum, la joven realizó una interpretación estelar de «Conqueror» en el Tonight Show de la cadena CBS, que a la vez marcó su debut en la televisión estadounidense.

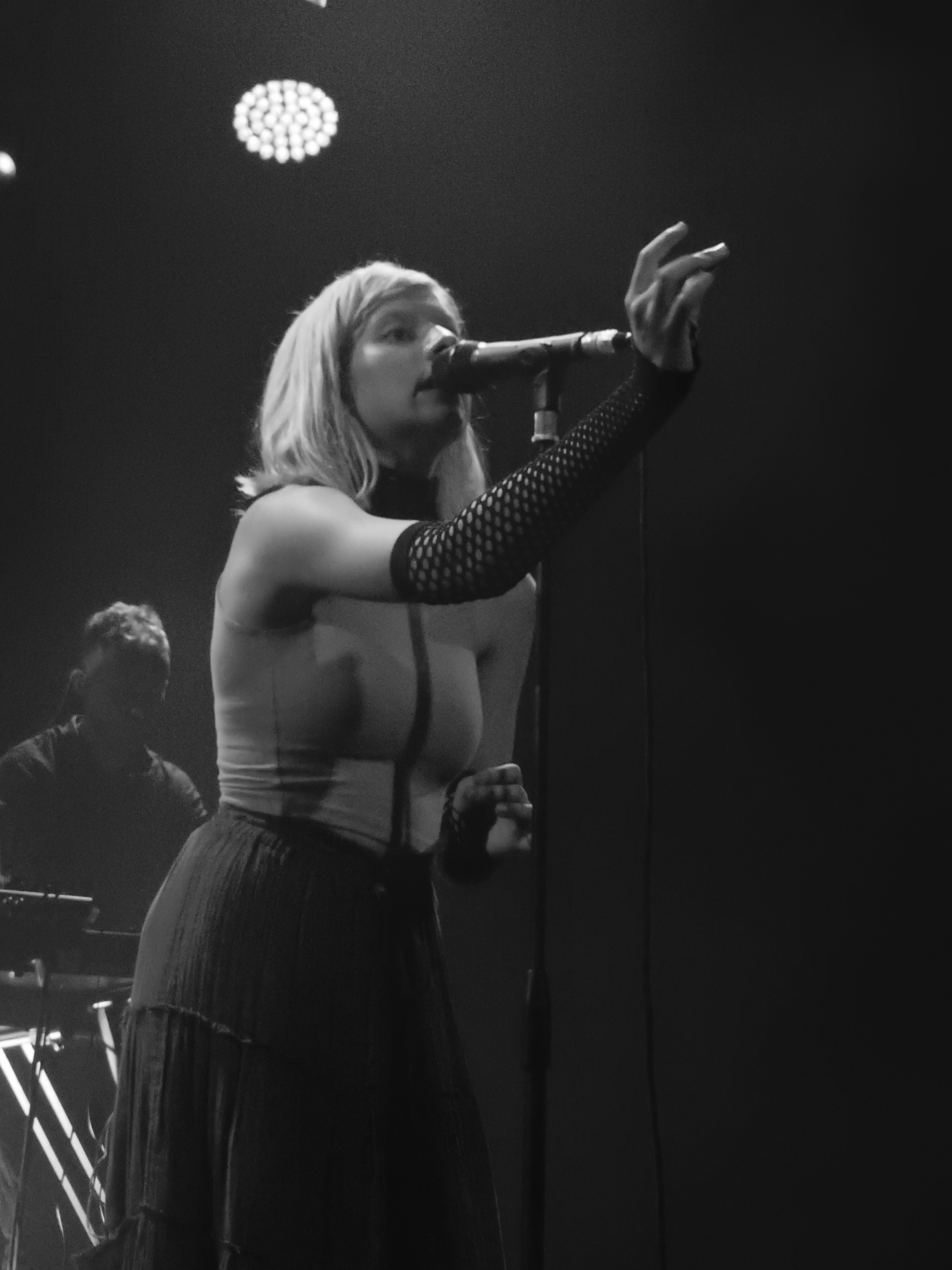
Aksnes durante una interpretación en el Instituto de artistas contemporáneos de Londres (junio de 2016).

Aksnes se convirtió en la primera de una serie de artistas emergentes en asociarse con YouTube para un programa de distribución de contenidos creativos, y además protagonizó su propio documental corto dirigido por Isaac Ravishankara y producido por The Fader, titulado Nothing is Eternal. Por su lado, All My Demons Greeting Me as a Friend recibió elogios de los críticos especializados. Richard Godwin —del sitio web Standard— calificó al álbum como «un debut bastante sotisficado», aunque señaló que, en las canciones, habían estilos parecidos a los de las cantantes Kate Bush y Fiona Apple con los que Aksnes «carga un poco pesadamente en ocasiones». Marcy Donelson (de Allmusic) lo calificó con cuatro estrellas de las cinco posibles, y lo describió como «[una mezcla] de vívida imaginería lírica con partes de fantasía y angustia para un encantador debut de larga duración». Jon Pareles escribió una reseña para The New York Times en la que elogiaba la voz de Aksnes, además de sus letras y el trabajo compositivo de sus colaboradores: «[Skålnes y Skylstad] construyen cristalinas edificaciones electrónicas completadas por sus muchos vocales: coros celestiales, interjecciones rítmicas y bandas de refuerzos unísonos», escribió. Por su parte, Rathan Harshavardan de Cultured Vultures aprobó el álbum con un «8.0/10», estableciendo que en este existe «alma, sabiduría y esperanza», y haciendo comentarios positivos sobre las ejecuciones vocales de Aksnes para cada canción.

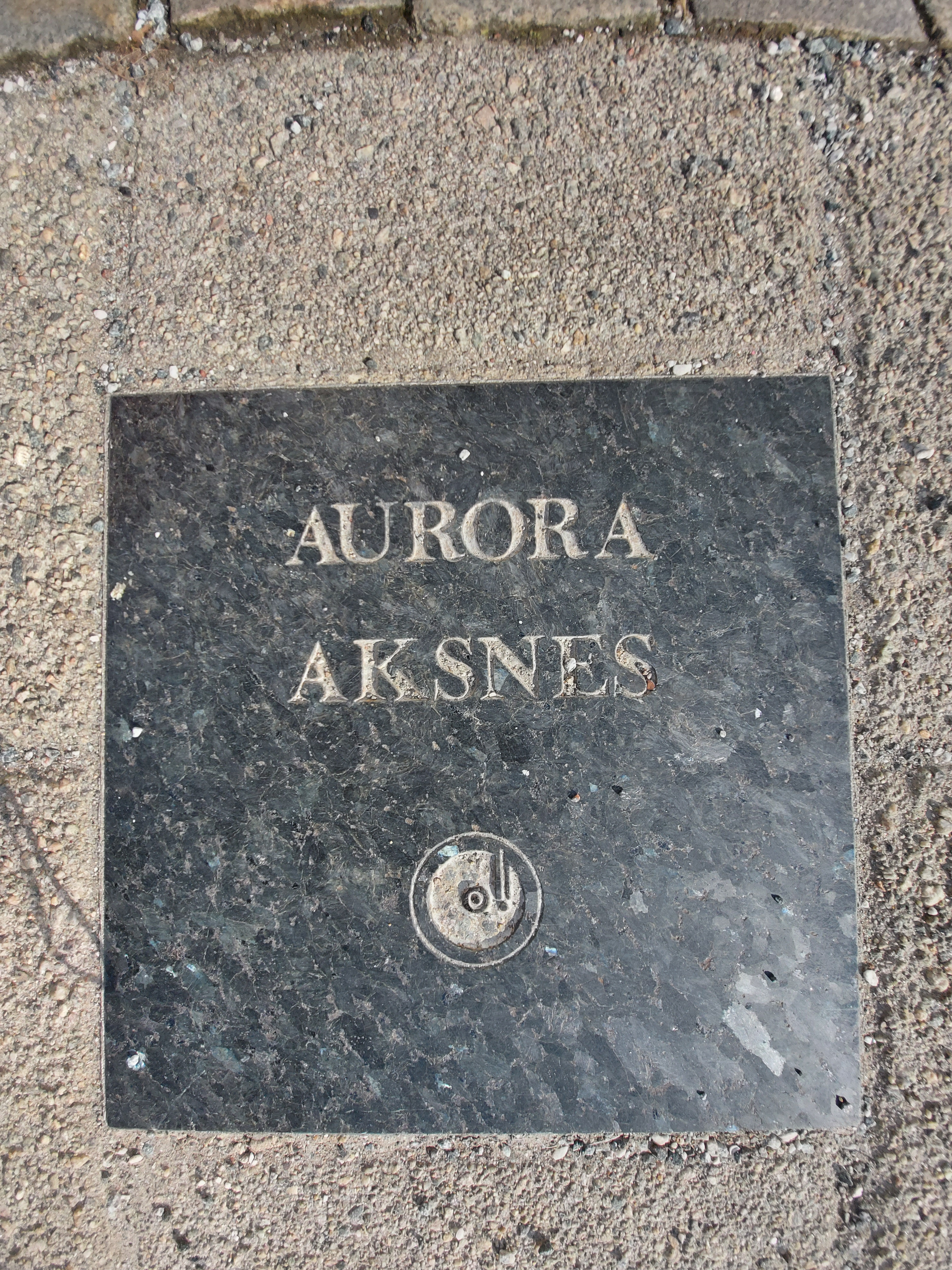
Placa dedicada a Aksnes en el Paseo de la fama de Bergen.

Con este álbum, Aksnes y su banda dieron pie en Australia a una gira musical que habría de extenderse por más de un año. Incluyó presentaciones en Inglaterra, Alemania, Estados Unidos, Escocia y su natal Noruega, entre múltiples lugares. Con más de doscientas apariciones públicas alrededor de 2016, Aksnes sufrió problemas de salud constantes (incluyendo pérdida de voz) y en diciembre de ese año su intestino ciego fue removido de emergencia en un hospital, lo que le impidió cumplir sus últimos tres conciertos en Estados Unidos. La cantante expresó en 2019 que su éxito de ese año significó un tiempo difícil en su vida personal, al tener que lidiar con ataques de pánico y aceptar que hacer música se había convertido en un trabajo que implicaba «compartirse» a sí misma con el mundo. No obstante, esto la llevó a concluir que debía mejorarse a sí misma antes de poder ayudar a los demás.
Aksnes recibió tres nominaciones al Spellemannprisen de 2017 y resultó vencedora en dos de sus categorías: la de Mejor solista pop por All My Demons Greeting Me as a Friend y Mejor vídeo musical por el videoclip de «I Went Too Far». También fue galardonada con una placa en el Paseo de la fama de Bergen, que está situada en la calle Nøstegaten del distrito Nøstet. En julio de 2017 desveló planes para un segundo álbum de estudio, para el cual dijo estar enfocada en «crear un mundo nuevo [que luzca] diferente para cada persona». Su siguiente proyecto consistió en versionar el tema «Scarborough Fair» para la telenovela brasileña Deus Salve o Rei y en filmar la secuencia de apertura para la misma.

### 2018-2019: álbum de dos partes

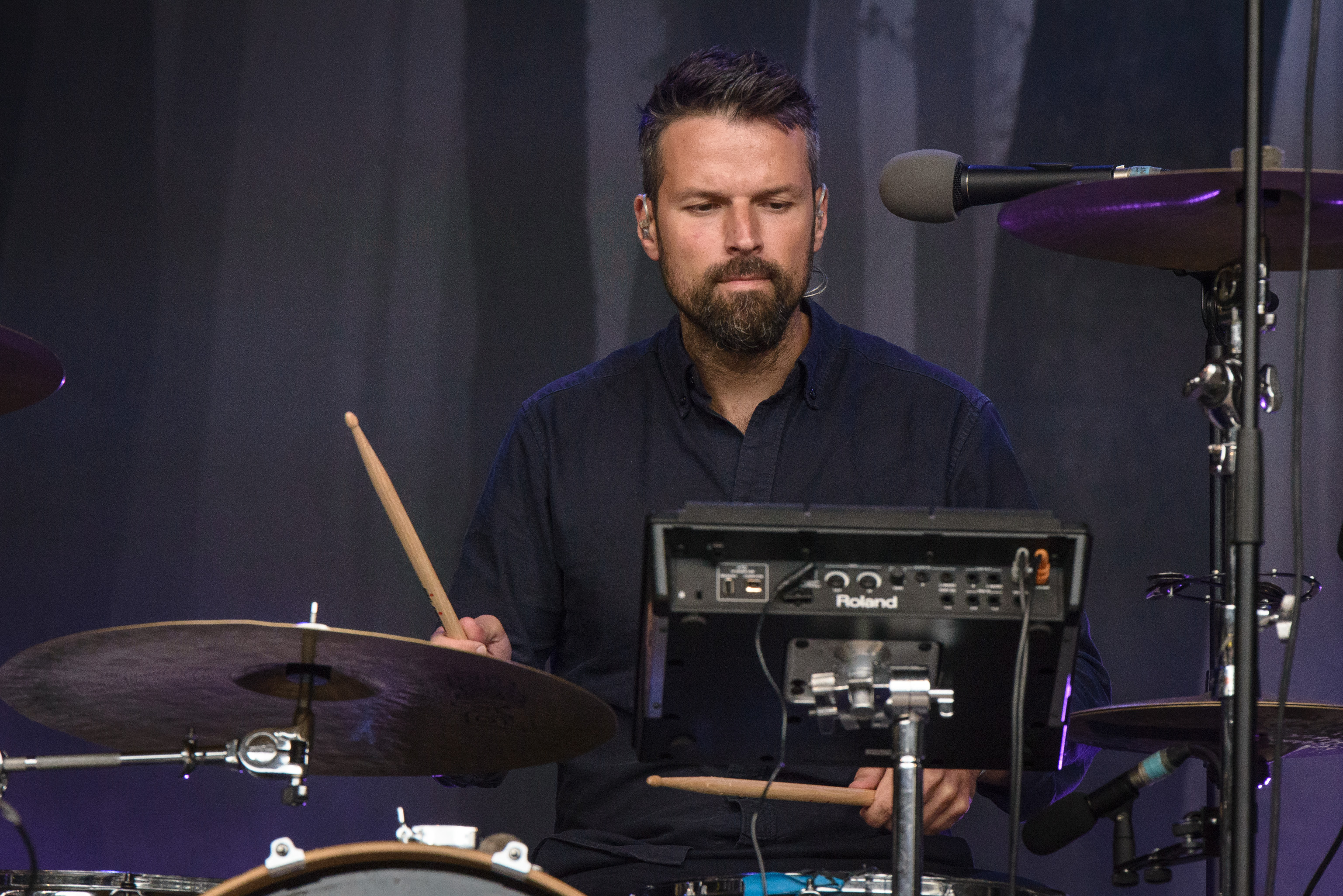
Magnus Åserud Skylstad, coproductor musical y percusionista de la banda de Aksnes desde 2014 hasta 2022.

Aksnes finalizó las grabaciones de su segundo álbum durante su estadía en Francia en enero de 2018, y el material resultante se envió a Bergen, donde se finalizó la mezcla. El trabajo luego se dividió en dos partes designadas como steps (o «pasos»). En la producción participaron el productor noruego Askjell Solstrand y los británicos Roy Kerr y Tim Bran, con Aksnes también involucrada en este aspecto. En los temas se incluía a la arpista Ruth Potter, un cuarteto de chelo y el coro de 32 hombres llamado The Oslo Faggottkor. En cuanto a temáticas, esta significó la primera vez en que Aksnes incluía temas políticos y de sexualidad en sus canciones, además de continuar con las historias de materiales previos.
Aksnes anticipó gran parte de su material nuevo durante presentaciones en vivo, en festivales como Lollapalooza y Coachella. El primero en lanzarse oficialmente como sencillo fue «Queendom», cuya letra y melodías compuestas por Aksnes databan de más de un año atrás. La canción fue descrita como un «himno empoderante», en el que la cantante lucha «por todo lo que no puede luchar por sí mismo, que son el planeta, los niños, los animales, a veces las mujeres, a veces los hombres [sic]». En el videoclip de la canción —dirigido por Kinga Burza— Aksnes se aseguró de enviar un mensaje de inclusión a sus fanáticos de la comunidad LGBT, dentro del concepto de su «queendom» como un lugar donde todo tipo de amor es bien recibido.

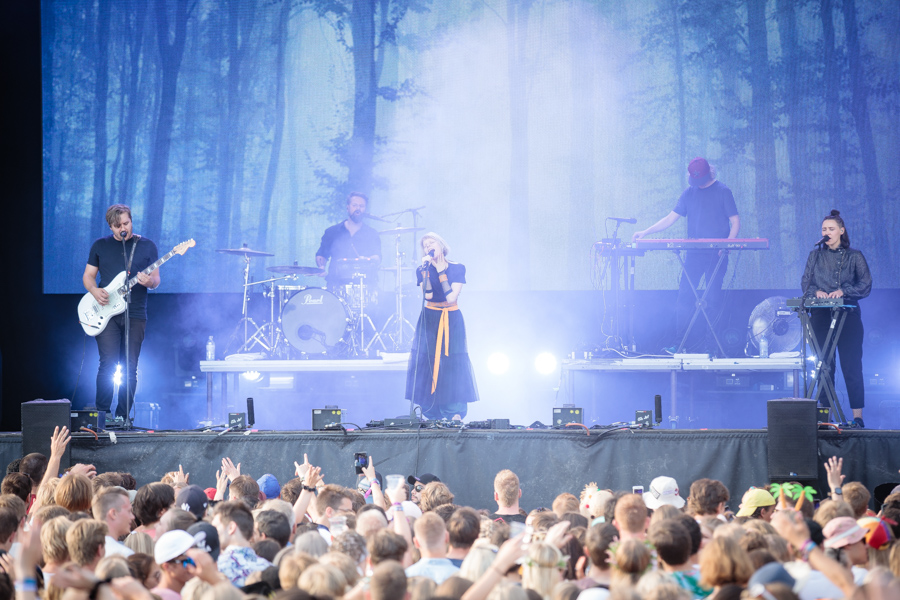
Aksnes y su banda en el Stavernfestivalen de 2018.

La primera mitad del álbum —en formato de extended play— se publicó sorpresivamente el 28 de septiembre de 2018 en plataformas digitales únicamente, bajo el título de Infections of a Different Kind (Step 1) («Infecciones de un tipo diferente (paso 1)»), lo que sugería el posible lanzamiento de un «step 2» en el futuro. El título del EP proviene de la octava pista incluida en él, la cual Aksnes declaró en su momento como «la canción más importante que he escrito». Seguidamente, la cantante y su banda emprendieron una gira musical que inició en Mánchester, Reino Unido. La grabación de «Step 2» significó un contraste con la grabación de «Step 1», realizada esta vez en su mayoría por Aksnes y Skylstad dentro de una habitación pequeña. En diciembre de 2018, el canal NRK transmitió el documental En Gang Aurora (conocido internacionalmente como Once Aurora), cuyo montaje sigue a Aksnes desde el lanzamiento de su primer álbum y primera gira de conciertos hasta el proceso de producción de su segundo álbum, profundizando en las presiones a las que se sometió para poder lidiar con una carrera exitosa en la industria musical y en su relación con su equipo de trabajo. El documental fue producido por la compañía Flimmer FIlm, dirigido por Benjamin Langeland y Stian Servoss y recibió un apoyo económico de 1.8 millones de coronas. Al año siguiente, junto con Servoss, Aksnes se involucró como debutante en la dirección del videoclip de la canción «Eksistensen» para la banda de rock noruega Evigheten.

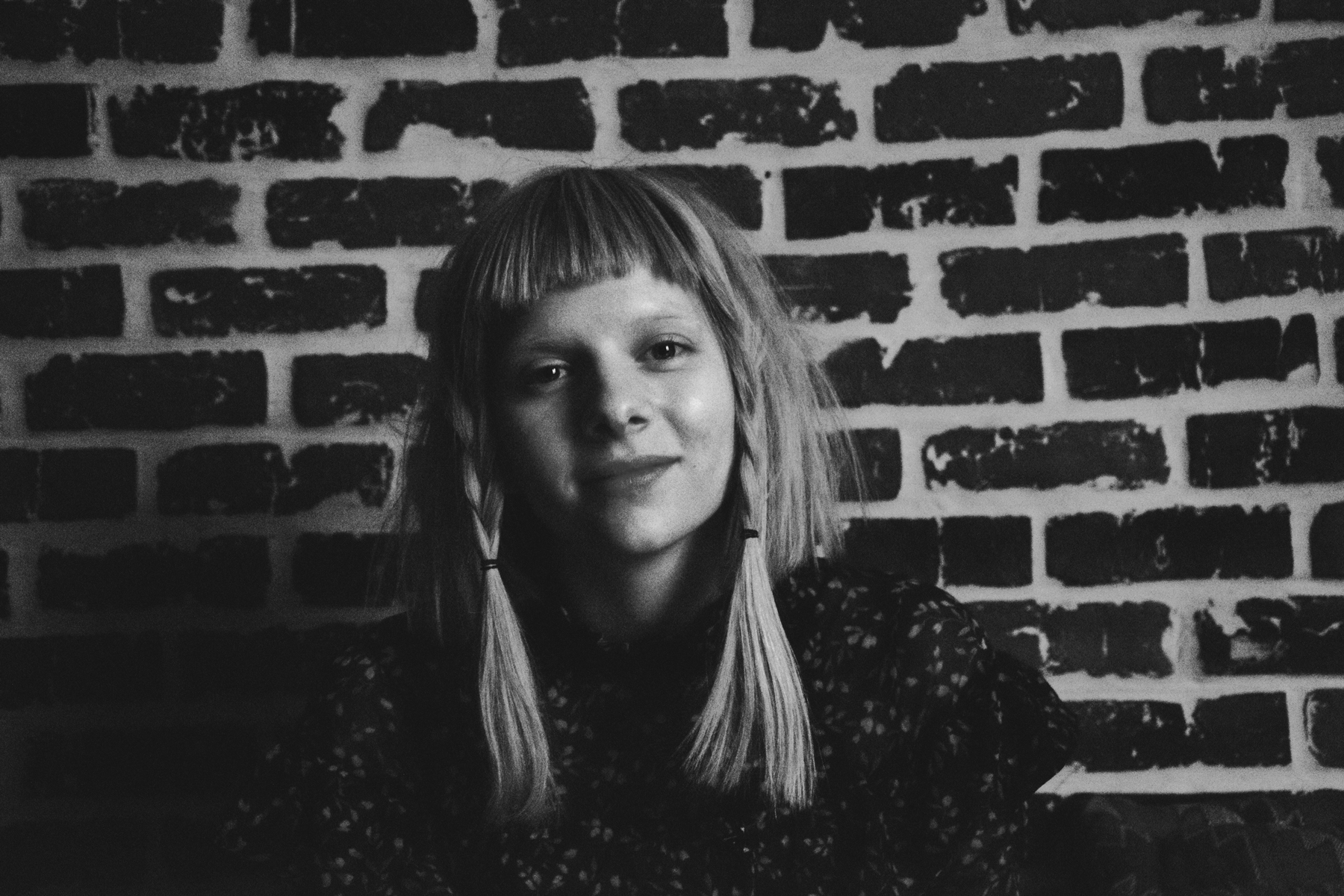
Fotografiada en un club de París, Francia, en marzo de 2018.

A Different Kind of Human (Step 2) se lanzó el 7 de junio de 2019 en formato de CD, vinilo y descarga digital. Descrito por Aksnes como «bastante político» en cuanto a temáticas (evidente en el tema «The Seed», cuya letra alude al impacto ambiental), el álbum está marcado por ritmos tribales, el hip-hop (prominente en «Hunger» y «Apple Tree») e influencias orientales. Marcy Donelson, de Allmusic, afirmó que «aunque desigual, [A Different Kind of Human] es un álbum pegadizo, tanto por sus melodías teatrales como por su benevolencia poco común», y lo calificó con cuatro estrellas de las cinco posibles. Elisa Bray, de The Independent, observó la evolución de Aksnes como «músico art-pop» y concluyó que este álbum «está todo un mundo alejado» del éxito que Aksnes logró para John Lewis. Al momento de lanzar «Step 2», la cantante ya se encontraba trabajando en su siguiente álbum.
En noviembre de ese año realizó su primera gira por Asia. En una carta abierta firmada por artistas palestinos e israelíes se le pidió a Aksnes la cancelación de sus dos conciertos en Tel Aviv, Israel, debido al conflicto social  y armado entre ambos pueblos; la misma implicaba que, «independientemente de sus intenciones», se consideraría que su decisión de actuar en Tel Aviv respaldaba «el encubrimiento de Israel de su ocupación y la negación de los derechos humanos a los palestinos». Tras el primer concierto, Aksnes expresó en sus redes sociales que estaba ahí para sus fanáticos y no para algún grupo político, y opinó que «la gente necesita diálogo cultural abierto [y también] necesita arte». Ese mismo mes se estrenó la película Frozen II, para la cual participó como la «Voz del Viento del Norte» y figuró en el tema principal de la banda sonora, «Into the Unknown», junto con Idina Menzel. Dicho tema le valió su primer ingreso al listado de éxitos Billboard Hot 100. En febrero de 2020 se unió a Menzel y nueve intérpretes de Elsa en diferentes idiomas en una interpretación grupal durante la nonagésima segunda ceremonia anual de los Premios Óscar.

### 2020-2023:The Gods We Can Touch
En mayo de 2020 publicó la balada «Exist For Love» con un videoclip que ella misma dirigió. Este tema lo realizó en cuarentena durante la pandemia de COVID-19 en colaboración con Isobel Waller-Bridge, quien compuso los arreglos de cuerda. Fue el primer adelanto de lo que Aksnes describió como «una nueva era» en su carrera musical, con el anunciado lanzamiento de un álbum nuevo. Durante ese año también participó en varios festivales de música en línea, como Vi er Live —en manifestación contra el racismo y muerte de George Floyd—, SOS Rainforest —en apoyo a las comunidades indígenas y selvas de África, Asia y América del Sur— y Exist For Love Sessions —para promocionar a varios artistas emergentes—. Bajo la dirección musical de Gaute Tønder, grabó el tema principal homónimo de la miniserie navideña Stjernestøv, de la cadena NRK; tal contribución se dio a conocer a mediados de noviembre del mismo año. Asimismo, su voz quedó plasmada en las canciones «Vinterens Gåte» y «Det Ev Ei Rosa Sprunge», pertenecientes al álbum Juleroser de Herborg Kråkevik, en el que participaron la Orquesta Filarmónica de Bergen y otros artistas noruegos. También regrabó su tema «Running with the Wolves» para el largometraje animado de fantasía y aventuras Wolfwalkers.

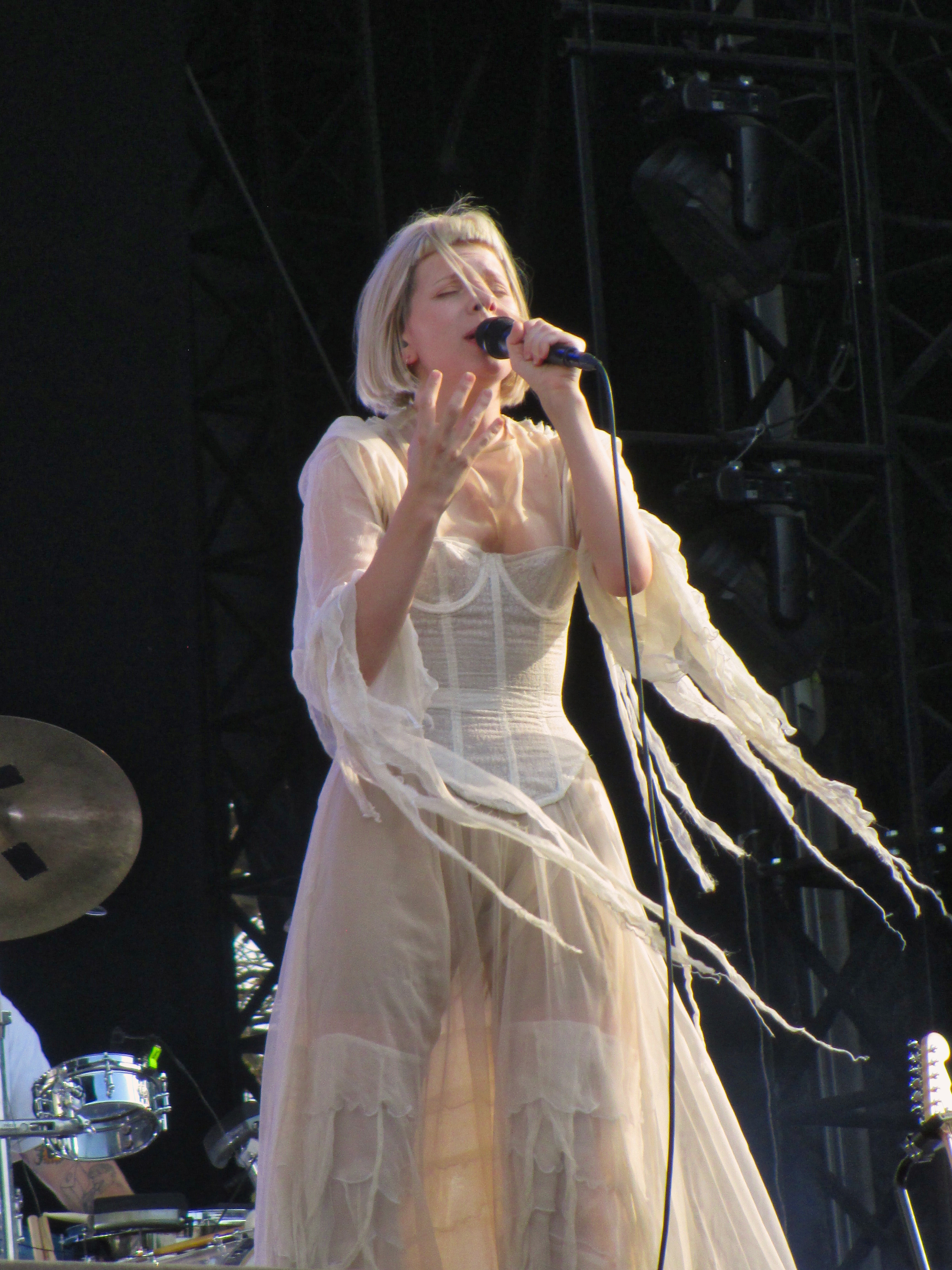
Aksnes durante el festival Rock en Seine de París (2022).

«Runaway», su canción del EP Running with the Wolves, experimentó un incremento de popularidad durante el primer tercio de 2021, lo que propició su ingreso a los cien temas más reproducidos en Spotify, al Billboard Global 200 y la lista de sencillos británica. Usuarios de la red social TikTok impulsaron este resurgimiento con la etiqueta #aurorarunaway, que hasta abril de ese año contaba con 61 millones de vídeos relacionados. Algunos fanáticos se quejaron de la sobreexplotación del tema en redes sociales, pero los representantes de la cantante afirmaron que las reacciones ante la viralización habían sido mayormente entusiastas. En este marco, Aksnes recalcó que publicaría material nuevo durante los meses sucesivos. En julio de ese año publicó «Cure for Me», un tema coproducido con Magnus Skylstad cuya inspiración provino de los países donde aún se practica la terapia de reorientación sexual. Le siguieron los sencillos «Giving In To The Love», «Heathens», «Everything Matters» y «A Dangerous Thing», adelantos de su tercer álbum de estudio, The Gods We Can Touch, que con quince temas utiliza la mitología griega para hablar sobre «la vergüenza, el deseo y la moralidad». Su lanzamiento ocurrió el 21 de enero de 2022 y posteriormente se convirtió en el tercer álbum más reproducido en Spotify a nivel mundial. Además, fue el octavo álbum más vendido en el Reino Unido según el Official Albums Chart y el primer elepé de la cantante en ser un éxito «top 10» en ese país. Más tarde publicó los sencillos «The Woman I Am», «The Devil is Human» (ambos originales de la edición en vinilo de The Gods We Can Touch) y «A Potion For Love». Luego publicó «Hunting Shadows», un sencillo dedicado el decimoquinto aniversario del videojuego Assassin's Creed.
El lanzamiento de The Gods We Can Touch también la llevó a cumplir una extensa gira, además de participar en el festival Lollapalooza en Berlín, Argentina, Chile y Brasil en 2023. En relación con esto, la cantante anunció que su baterista Sigmund Vestrheim sería reemplazado a partir de sus conciertos en México, a raíz de que este fue acusado en redes sociales de haber hecho un gesto nazi al final de su presentación en Lollapalooza Brasil, junto con otros indicios de su supuesto apoyo a esta ideología. Sin embargo, Aksnes sostuvo que ningún miembro de su equipo se adhería a ninguna ideología de extrema derecha y que la polémica se basaba en malentendidos.

### 2024-presente:What Happened To The Heart?

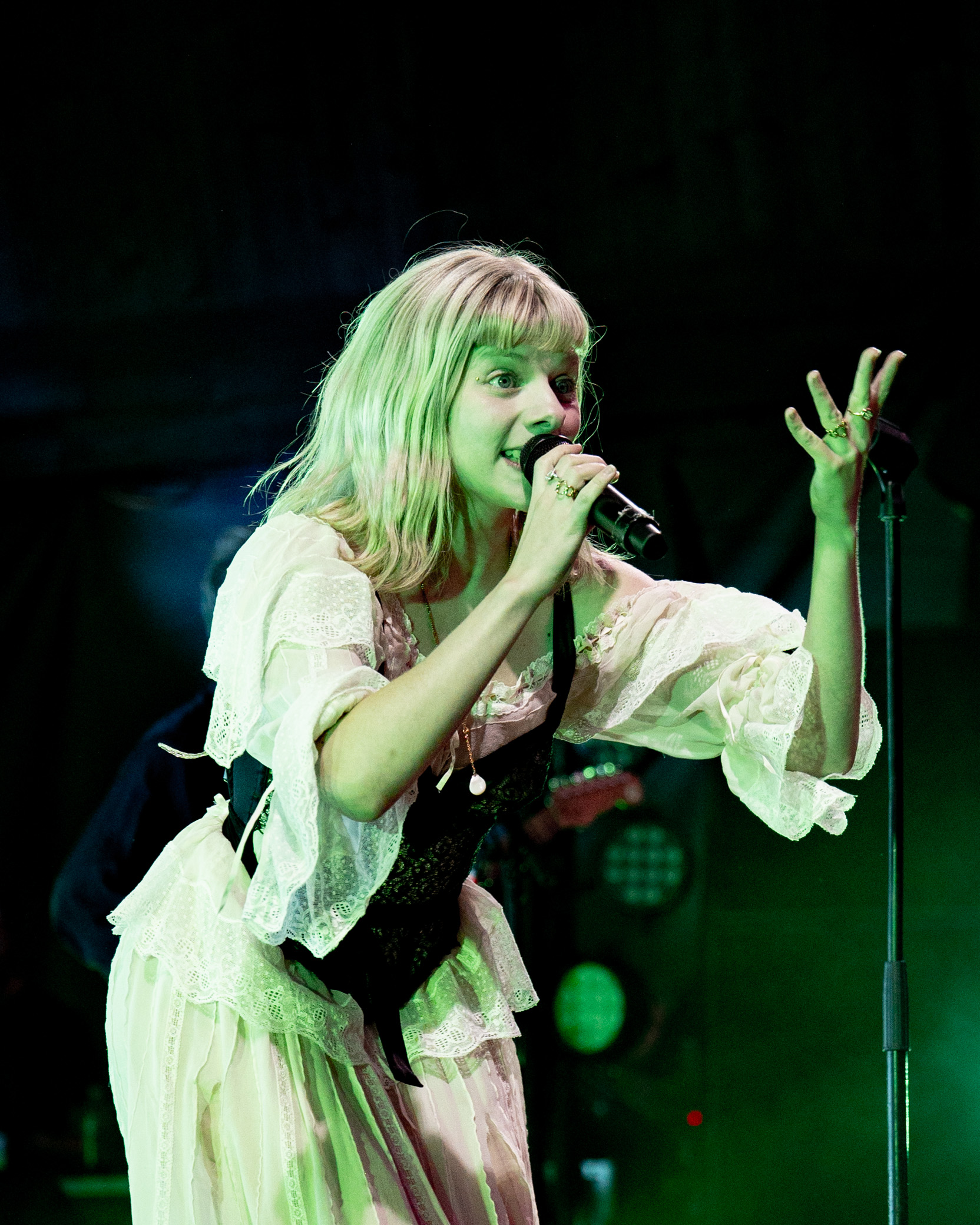
Aksnes cantando en la ciudad de Kristiansand (Noruega), en julio de 2024.

«Your Blood», su siguiente sencillo, se lanzó el 8 de noviembre de 2023, iniciando así una nueva etapa en su carrera musical. A este le siguieron los temas «The Conflict Of The Mind» y «Some Type Of Skin» como anticipos de su cuarto álbum de estudio, What Happened To The Heart?, lanzado el 7 de junio de 2024. Según ella, el álbum es una reflexión sobre la relación del corazón humano con los conflictos del mundo moderno, tomando en cuenta el papel de este órgano en la historia como «clave para toda la vida» y la raíz de «la intuición, la espiritualidad, el amor y la interconexión», lo que se refleja en la pregunta del título: «¿Qué le pasó al corazón?».
Por otro lado, Aksnes condujo el pódcast semanal Tearjerker de la plataforma BBC Sounds, cuyo propósito fue presentar música «sanadora y emotiva» a lo largo de cada episodio. Su remezcla de la canción «A Soul With No King» (cuya versión original pertenece a What Happened To The Heart?) incorpora sonidos del bosque grabados en Noruega y acredita a la Madre Naturaleza como a una artista oficial, de modo que sus regalías están destinados a organizaciones proambientales apoyadas por EarthPercent, en busca de proteger los ecosistemas amenazados por el cambio climático.
En enero de 2025, «Runaway» superó los mil millones de reproducciones en Spotify. Un mes después, Aksnes lanzó una versión orquestal del tema junto con un documental de treinta minutos en conmemoración de su décimo aniversario. Entre abril y julio, fue incluida en la lista Forbes 30 Under 30 en la categoría de Entretenimiento y fue reconocida por Nordoff Robbins con el premio a la Música Contemporánea en los Silver Clef Awards 2025. También encabezó los festivales Piknik i Parken y Bergenfest en Noruega, e interpretó el tema de apertura de la segunda temporada de Kaiju No. 8, titulado «You Can't Run from Yourself».

## Estilo

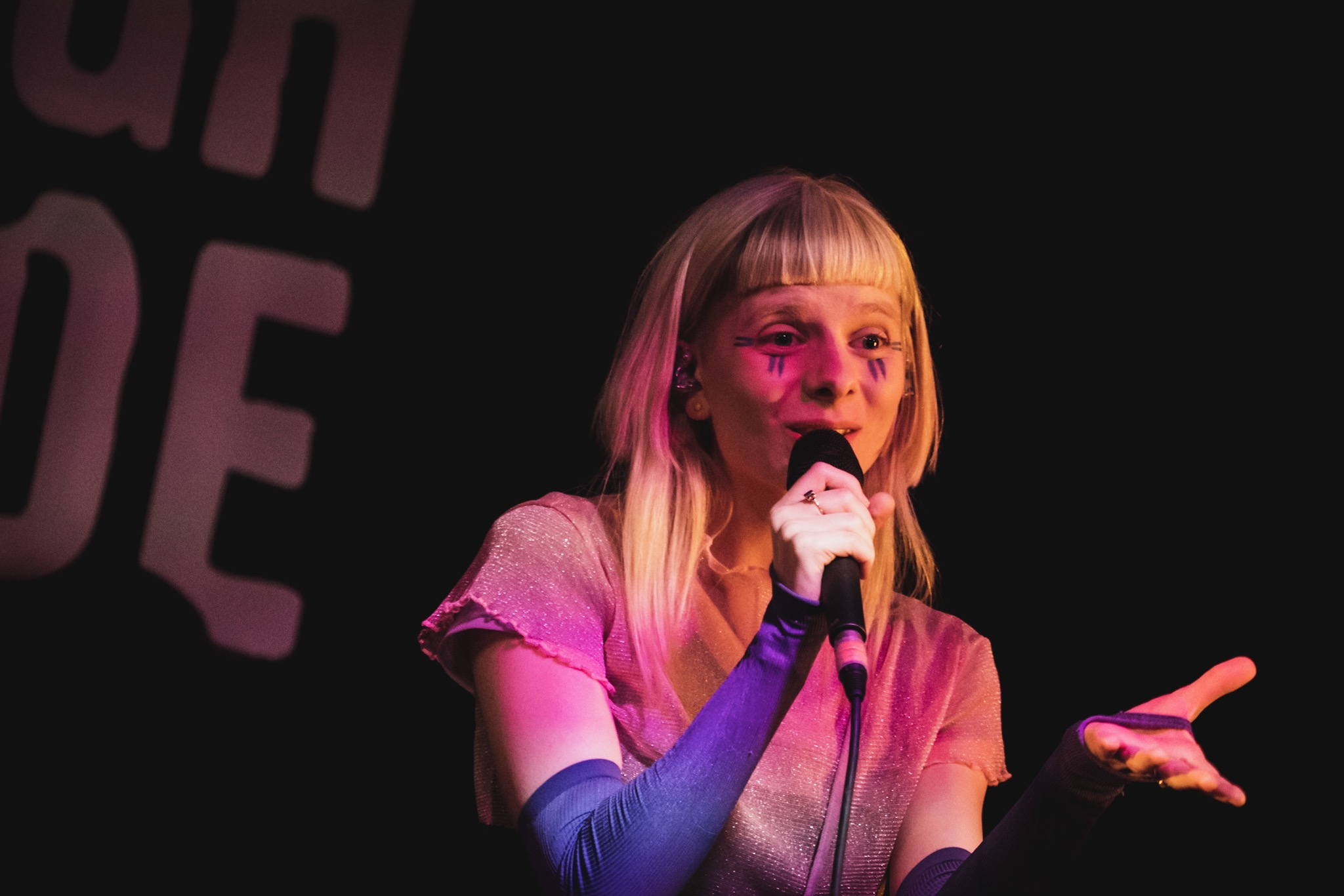
Aksnes durante una presentación privada en Rough Trade East, en Londres (junio de 2019).

Aksnes compone sus canciones en inglés, dada su susceptibilidad para interpretar letras muy personales en su idioma natal, el noruego. No obstante, desde su EP Infections of a Different Kind (Step 1) empezó a incluir letras en el «idioma emocional» que inventó en favor de cambiar la energía y el significado de su interpretación. Sus presentaciones en vivo se caracterizan por su emotividad e histrionismo, cuyo estilo puede recordar a una posesión espiritual por sus ojos bien abiertos e idiosincrásico movimiento de manos, mientras que entre canciones suele haber momentos en los que no sabe qué decir y divaga frente a su público. Sus canciones suelen explorar temáticas tristes, aunque Aksnes ha expresado su deseo de componerlas para acabar con la tristeza de sus fanáticos, además de defender a las personas «raras» para demostrar «lo especiales que son». Si bien su primer álbum es mayormente una colección de experiencias sobre las que Aksnes escribió mientras crecía en su natal Noruega, sus siguientes canciones se vieron influenciadas por las experiencias que obtuvo de la interacción con sus fanáticos durante su primera gira musical. Comentó sobre su repertorio y fama al diario noruego Klassekampen en agosto de 2019:

Me he opuesto activamente a ser más conocida de lo que soy, subconscientemente. Lo considero aterrador. Tengo una serie de canciones guardadas que nunca escucharás. Canciones que emocionaron mucho [a mi] equipo [...] y luego pensé «estos temas no los puedo sacar ahora mismo». Nunca quise ser artista, pero he vivido los sueños de muchos otros. Definitivamente hubiera disfrutado esto mucho más si lo hubiera soñado cuando era pequeña. En cierto modo, siento que me han engañado para cumplir un sueño. Pero luego me doy cuenta, día a día, de que probablemente era lo adecuado para mí. Todo esto. Estoy empezando a amarlo.

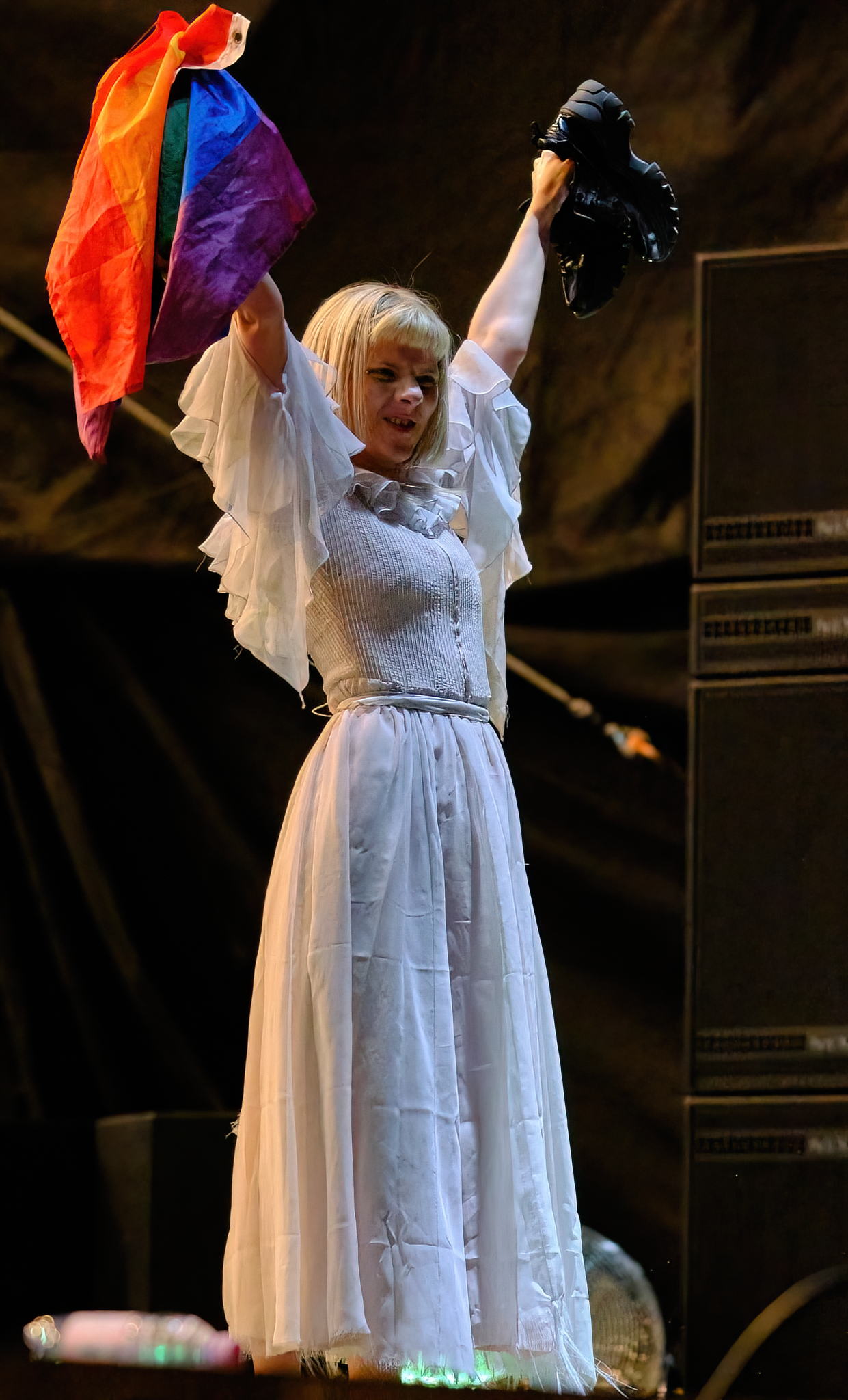
Aksnes alzando la bandera LGBT durante una presentación en Cluj-Napoca, Rumania (2021).

Su música suele contener sonidos naturales; Aksnes dijo que incluyó el sonido del océano, el de la lluvia y el de ella abrazando un árbol en All My Demons Greeting Me as a Friend. En los dos últimos temas de ese álbum («Under the Water» y «Black Water Lilies») se alude constantemente al océano, como muestra de su vínculo con la naturaleza y de lo «oscuras» que son sus composiciones (la primera habla sobre ahogarse, mientras que la segunda habla sobre volver a flote). Existen otros sonidos ocultos en su segundo álbum, afirmó Aksnes: la canción «Queendom», por ejemplo, contiene oculta la grabación de una mujer tocando la batería en las calles de Brasil. Su estilo musical ha sido comparado con el de artistas como Björk, Enya, Lorde, Lana Del Rey y Florence Welch. Ella, por su parte, ha descrito su propia música como «folk-pop oscuro» y «pop nativo» inspirado en el folk noruego y en los poemas americanos. El adjetivo «etéreo» ha sido utilizado a menudo para calificar su tono de voz, mientras que el uso repetido de vocales (como «ah», «oh» y «la») también ha sido señalado como algo característico en su música. Los temas de amor, sexualidad, ecologismo, religión y derechos humanos han sido recurrentes en su carrera; ha expresado su apoyo a la comunidad LGBT y a la legalización del aborto través de sus letras y presentaciones en vivo.
En sus inicios, llamó la atención por su apariencia infantil, piel pálida y sin maquillaje, cabello corto de color rubio platinado y cejas del mismo color, en contraste con su registro vocal grave y el significado profundo de sus canciones. Aksnes luego cambió su estilo de cabello por uno parcialmente afeitado denominado como «vikinga noruega», y desde 2018 se caracterizó con un estilo «de dos capas» (largo adelante y corto detrás) reminiscente de los personajes de anime. Durante el periodo de sus producciones Infections of a Different Kind (Step 1) y A Different Kind of Human (Step 2) se volvió común que llevara líneas dibujadas en su rostro, las cuales representaban «las lágrimas y las arrugas de expresión». Su vestuario suele diseñarlo con su hermana Viktoria utilizando prendas reutilizadas. Su tendencia a experimentar con la ropa se remonta a su niñez, cuando solía recortar medias y ponerse «muchas cosas encima de otras». También ha expresado su preferencia por mantenerse sin maquillaje, además de su agrado por mantener el vello de sus axilas, defender la apariencia natural de las mujeres y su ideal de no sexualizar la desnudez humana.

## Discografía
Álbumes de estudio
- All My Demons Greeting Me as a Friend (2016)
- Infections of a Different Kind (Step 1) (2018)
- A Different Kind of Human (Step 2) (2019)
- The Gods We Can Touch (2022)
- What Happened To The Heart? (2024)

## Filmografía
| Año  | Título             | Rol                        | Productora                    |
| ---- | ------------------ | -------------------------- | ----------------------------- |
| 2015 | Into The Light     | Ella misma                 | Kasafilms                     |
| 2016 | Nothing Is Eternal | Ella misma                 | The Fader                     |
| 2018 | Once Aurora        | Ella misma                 | Flimmer Film                  |
| 2019 | Frozen II          | «Voz del Viento del Norte» | Walt Disney Animation Studios |

Otras actuaciones incluyen:
- 2017: narración en la miniserie de televisión Creeped Out.[194]

## Premios y nominaciones
| Año  | Organización                      | Premio                                                       | Trabajo                               | Resultado |
| ---- | --------------------------------- | ------------------------------------------------------------ | ------------------------------------- | --------- |
| 2015 | EBBA Awards '16                   | Álbum del año: Noruega                                       | Running with the Wolves               | Ganó      |
| 2015 | EBBA Awards '16                   | Premio Elección del público                                  | AURORA                                | Nominada  |
| 2016 | GAFFA-Prisen                      | Årets Norske Soloartist («Solista noruego del año»)          | AURORA                                | Ganó      |
| 2016 | Spellemannprisen '15              | Årets Nykommer («Artista nuevo del año»)                     | AURORA                                | Ganó      |
| 2016 | Spellemannprisen '15              | Gramo scholarship (premio de 250.000 coronas)                | AURORA                                | Ganó      |
| 2016 | MTV Europe Music Awards           | Mejor acto noruego                                           | AURORA                                | Nominada  |
| 2017 | Spellemannprisen '16              | Popsolist («Mejor solista pop»)                              | All My Demons Greeting me as a Friend | Ganó      |
| 2017 | Spellemannprisen '16              | Årets Album («Álbum del año»)                                | All My Demons Greeting me as a Friend | Nominada  |
| 2017 | Spellemannprisen '16              | Årets Musikkvideo («Vídeo musical del año»)                  | «I Went too Far»                      | Ganó      |
| 2017 | Guild of Music Supervisors Awards | Mejor canción/grabación creada para televisión               | «Life on Mars» (Girls: episodio 505)  | Nominada  |
| 2018 | Spellemannprisen '17              | Årets musikkvideo («Vídeo musical del año»)                  | «Queendom»                            | Nominada  |
| 2020 | Spellemannprisen '19              | Årets Internasjonale Suksess («Éxito internacional del año») | AURORA                                | Nominada  |
| 2021 | P3 Gull                           | Årets artist («Artista del año»)                             | AURORA                                | Nominada  |
| 2022 | Spellemannprisen '21              | Årets Internasjonale Suksess («Éxito internacional del año») | AURORA                                | Ganó      |
| 2022 | P3 Gull                           | P3-prisen («Premio P3»)                                      | AURORA                                | Ganó      |

Otros honores incluyen:
- 2014: una beca de 50,000 coronas del Festivalen by: Lam's Forbildepriser (premio ejemplar).[205]

## Giras de conciertos
- All My Demons Tour (2016-2017)
- Infections of a Different Kind Tour (2018-2019)
- A Different Kind of Human Tour (2019)
- The Gods We Can Touch Tour (2022-2023)
- 2024 Norwegian Tour
- What Happened to the Earth? (2024-2025)